# فرد كونلي
فرد كونلي (بالإنجليزية: Fred Connelly)‏ (3 يناير 1882 في المملكة المتحدة - 1950 في المملكة المتحدة) هو لاعب كرة قدم بريطاني (وحمل سابقاً جنسية المملكة المتحدة لبريطانيا العظمى وأيرلندا) في مركز مهاجم داخلي. لعب مع نادي بريستول سيتي ونادي برينتفورد.